# Desorellidae
De Desorellidae zijn een familie van uitgestorven zee-egels (Echinoidea) uit de infraklasse Irregularia.

## Geslachten
- Desorella Cotteau, 1855 †